# Сикотан-дзиндзя
Сикотан-дзиндзя (яп. 色丹神社 Сикотан дзиндзя) или Сякотан-дзиндзя — бывший синтоистский храм в японском посёлке Сикотан (ныне — Малокурильское) на острове Шикотан. Был основан в 1887 году, по одним данным — в честь бога рыбалки и труда Эбису, по другим — в честь императора Мэйдзи, а также богов мореплавания, как храм Котохирагу (англ. Kotohira-gū). После советско-японской войны был разрушен.

## Общая информация
Сикотан-дзиндзя был построен в стиле симмэй-дзукури (яп. 神明造 симмэй дзукури), для которого характерны простая двускатная крыша и отсутствие архитектурных украшений. По версии сахалинского исследователя Игоря Самарина, стиль большинства синтоистских храмов Курильских островов всё-таки несколько отличался от традиционного симмэй-дзукури, хотя были на Южных Курилах и храмы, построенные в других архитектурных стилях, например, самый большой из них — Кунасири-дзиндзя (также уже несуществующий) в нынешнем поселке Головнино на Кунашире был построен в стиле гонгэн-дзукури (яп. 権現造), ряд других — в стиле иримоя-дзукури (яп. 入母屋造). У храма в поселке Сикотан было несколько архитектурных особенностей, связанных с трудом моряков и китобоев (китобойный промысел развивался на Шикотане и в японский период, и в первые годы советского периода). Наряду с традиционными для синтоистских сооружений ритуальными вратами (тории) перед входом была установлена арка, сложенная из костей кита.
В настоящее время храм разрушен. Известно несколько его черно-белых снимков. Три фотографии были опубликованы в книге «По земле тысячи островов», посвящённой Комплексной экспедиции, организованной Приморским филиалом Всесоюзного географического общества СССР при участии Дальневосточной базы Академии наук СССР в июне—октябре 1946 года. На снимках хорошо видно, что перед входом в храм стояли комаину и каменные фонари, в этом же издании упоминается о проведённой губернаторством Хоккайдо инспекции храмов на Курильских островах в 1939 году, согласно которой на Курилах официально было зарегистрировано 52 синтоистских храма. В настоящее время от них мало что осталось. На Кунашире, который как и Шикотан входит в состав Южно-Курильского городского округа, до сих пор можно найти руины некоторых синтоистских и буддийских храмов. Как писала местная газета «На рубеже», «в 1980-х гг. по распоряжению из Москвы первый секретарь южно-курильского райкома партии дал команду уничтожить все памятники японской культуры на территории Кунашира и Шикотана, часть памятников действительно была взорвана».

## Использование образа кита в синтоизме
В синтоистской мифологии существует понятие бакэ-кудзира — призрачный силуэт кита. В честь этого животного в Японии строили целые храмы (кудзира-дзиндзя), а так называемые кудзира-тории, врата из костей кита, устанавливали перед входом в святилище. Известно несколько таких примеров, в частности, старейшие кудзира-тории находятся в посёлке Тайдзи, возводились такие сооружения и на территориях, некогда находившихся под властью Японии, в частности на Тайване. На территории России известно о двух примерах — на Шикотане и в деревне Сатто (позднее там была организована погранзастава Южная современного Корсаковского района), находившейся на юге Сахалина.
С верованиями в бога-кита связаны и другие два понятия — Хётякусин (Бог, выброшенный на берег) и Ёриками Синко (Религия сошедшего бога), последнее из них подразумевает обожествление млекопитающих, по непонятным причинам «выбрасывавшихся» на берег. В разных частях Японии можно встретить китовые курганы (яп. 鯨塚) и китовые могилы (яп. 鯨墓) (которые не всегда были объектом религиозного поклонения), один из самых известных курганов находится в городе Сейё, а всего их на территории японских островов около сотни. Во многих регионах Японии киты ассоциируются с богом Эбису.